# Linner Berg
Der Linner Berg ist ein 188,8 m ü. NHN hoher Berg im Wiehengebirge nördlich von Melle-Meesdorf und südlich des namensgebenden Bad Essen-Linne in Niedersachsen.

## Lage
Der Linner Berg ist Teil des langgestreckten Wiehengebirges. Östlich (Großer Kellenberg) und westlich (Westerberg) finden sich auf dem Hauptkamm nicht weit entfernte Berge, die die Höhe des Linner Berges übersteigen. Nach Südwesten setzt sich der durchgängig bewaldete Höhenzüg jenseits des Hauptkammes des Wiehengebirges Richtung Meller Berge fort. Nahe der Huntequelle im Südwesten erreichen der Holzhauser Berg sowie der Hesterbrink bereits Gipfelhöhen, die die Höhe des Linner Berges ebenfalls deutlich übersteigen, so dass weder Dominanz noch Schartenhöhe den Linner Berg zumindest aus diesen Richtungen betrachtet besonders markant wirken lassen. Nach Norden hin jedoch fällt der Linner Berg steil in die Norddeutsche Tiefebene ab. Im Osten trennt das Huntetal den Linner Berg markant vom Kleinen Kellenberg. Am Osthang finden sich im Huntetal die Saurierfährten Barkhausen. Nach Süden hin fällt der Linner Berg Richtung Bremkebach ab. Das Gebiet entlang Hunte und Bremkebach ist Teil des Naturschutzgebietes Obere Hunte. Nach Westen ist der Linner Berg durch eine durchgängig bewaldete Döre mit Passstraße vom etwas niedrigeren Osterberg getrennt. An der Südseite entspringt der Kalbsieksbach. Entlang der Passstraße „durchbricht“ der Bach den Hauptkamm des Wiehengebirges und fließt Richtung Norden der Hunte zu.

## Tourismus

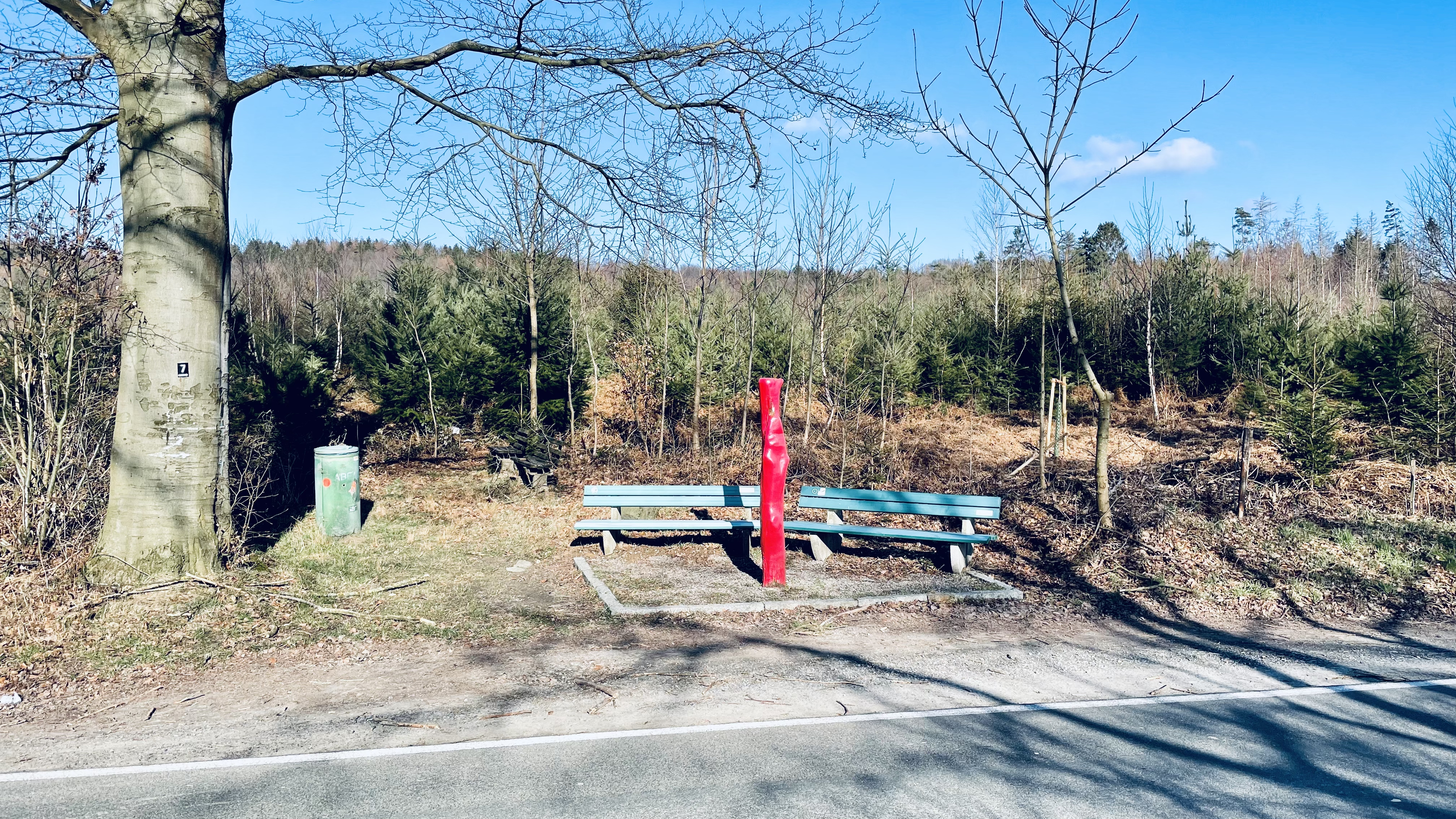
Roter Pfahl

Über den Gipfel verlaufen der Wittekindsweg, der E11 und der DiVa-Walk. Regionale Wanderwege über den Gipfel sind der Meller Ringweg, der Bad Essener Rundweg und der Terra.Track Megalosaurus. Auf der Südseite bei Meesdorf befinden sich ein Traktorenmuseum, ein Jugendzeltplatz. An der Passstraße am Südwesthang befindet sich die ehemalige Kutschenstation „Roter Pfahl“.